# 卡皮里姆波希
卡皮里姆波希（英語：Kapiri Mposhi）是赞比亚中央省的一个小镇，位于赞比亚首都卢萨卡北部。卡皮里姆波希处在坦赞铁路和连接基特韦到卢萨卡和利文斯敦的赞比亚铁路的交汇处，有两个火车站。当地沿街大多数为商店和企业。